# Николай Лефеджиев
Николай Лефеджиев е български журналист.

## Биография
Завършва СУ „Св. Климент Охридски“, специалност българска филология, владее руски и английски език.  Работил е в радио „Тангра“, радио „Експрес“, радио „Витоша“. Водещ е на предаванията „Бизнес линия“ и „Темите“ по телевизия Европа. Водещ на новини в Евронюз България и автор на рубриката "Свидетелства на времето".